# Vilavert
Vilavert (en catalán y oficialmente Vilaverd) es un municipio español situado en la comarca catalana de la Cuenca de Barberá, Tarragona. Su población en 2008 era de 490 habitantes. Está en la orilla del río Francolí.

## Prehistoria
El primer documento de la presencia humana en este término corresponde a un abrigo con pinturas rupestres prehistóricas del llamado Arte esquemático cuyos autores fueron los grupos productores neolíticos (6500 años antes del presente). Se localiza en el Barranc del Mal Torrent o del Mal Pas. Se conservan unas formas abstractas, llamadas convencionalmente barras digitales, en color rojo, y podrían calificarse, desde una definición artística, como una obra gestual. Fue descubierta por la Dra. Anna Alonso Tejada, durante las campañas de prospección en busca de arte prehistórico de los años 1989. Al mismo arte pertenece el Mas del Gran, descubierto en las mismas campañas, por Alexandre Grimal, en Montblanc, con muestras semejantes. 
Este friso pictórico prehistórico de Vilavert forma parte de los santuarios prehistóricos declarados Patrimonio Mundial por la UNESCO (1998), bajo el nombre administrativo de Arte Rupestre Prehistórico del Arco Mediterráneo de la península ibérica, al constituirse en testimonio inestimable de la capacidad intelectual humana. (Fuentes: Associació Catalana d'Art Prehistòric)

## Historia
La villa nació fruto de la repoblación iniciada en el siglo XII por Ramón Berenguer IV. Vilavert quedó bajo la influencia del obispado de Tarragona que en 1115 lo cedió a Pere de Vilagrassa con el fin de que se continuara con la repoblación. En 1178, Alfonso el Casto, rey de Aragón y conde de Barcelona, concedió de nuevo el señorío de las tierras a la iglesia, entregándolas al obispo Berenguer de Vilademuls.

## Geografía humana

### Demografía
Cuenta con una población de 468 habitantes (INE 2024).
| Gráfica de evolución demográfica de Vilavert entre 1842 y 2021 |
| |
| Población de derecho según los censos de población del INE Población de hecho según los censos de población del INEEn estos censos se denominaba Vilavert: 1842, 1857, 1860, 1877, 1887, 1897, 1900, 1910, 1920, 1930, 1940, 1950, 1960, 1970 y 1981 |

### Economía
Aunque la agricultura fue durante mucho tiempo la principal actividad económica, en la actualidad muchos de los vecinos de la población viven de la actividad industrial. Entre los principales productos que se siguen cultivando destaca la viña, el olivo y los cereales.

## Cultura
El pueblo tiene dos núcleos diferenciados: por un lado está la zona construida durante la Edad Media y que consta de calles estrechas e irregulares; por otro, la zona conocida como les Masies, construida durante el siglo XVIII. En el núcleo antiguo se encuentra la iglesia parroquial dedicada a San Martín (Sant Martí). Construida en el siglo XII, es de estilo románico con algunos elementos del gótico. 
Cerca del pueblo se encuentra el santuario de la Virgen de Montgoi. Se cree que fue construido en el siglo XV aunque ya se realizaban actividades de culto en el XIII. Tiene planta de cruz latina, con bóveda de cañón construida en yeso. En el altar se encuentra la imagen de la Virgen, una talla policromada reciente que sirvió para sustituir la destruida durante la guerra civil. Se cree que la talla original era del siglo XVI.
La fiesta mayor de Vilavert se celebra durante el mes de julio, coincidiendo con la festividad de San Cristóbal. La fiesta de invierno se realiza en honor a San Martín, patrón de la villa, en el mes de noviembre.

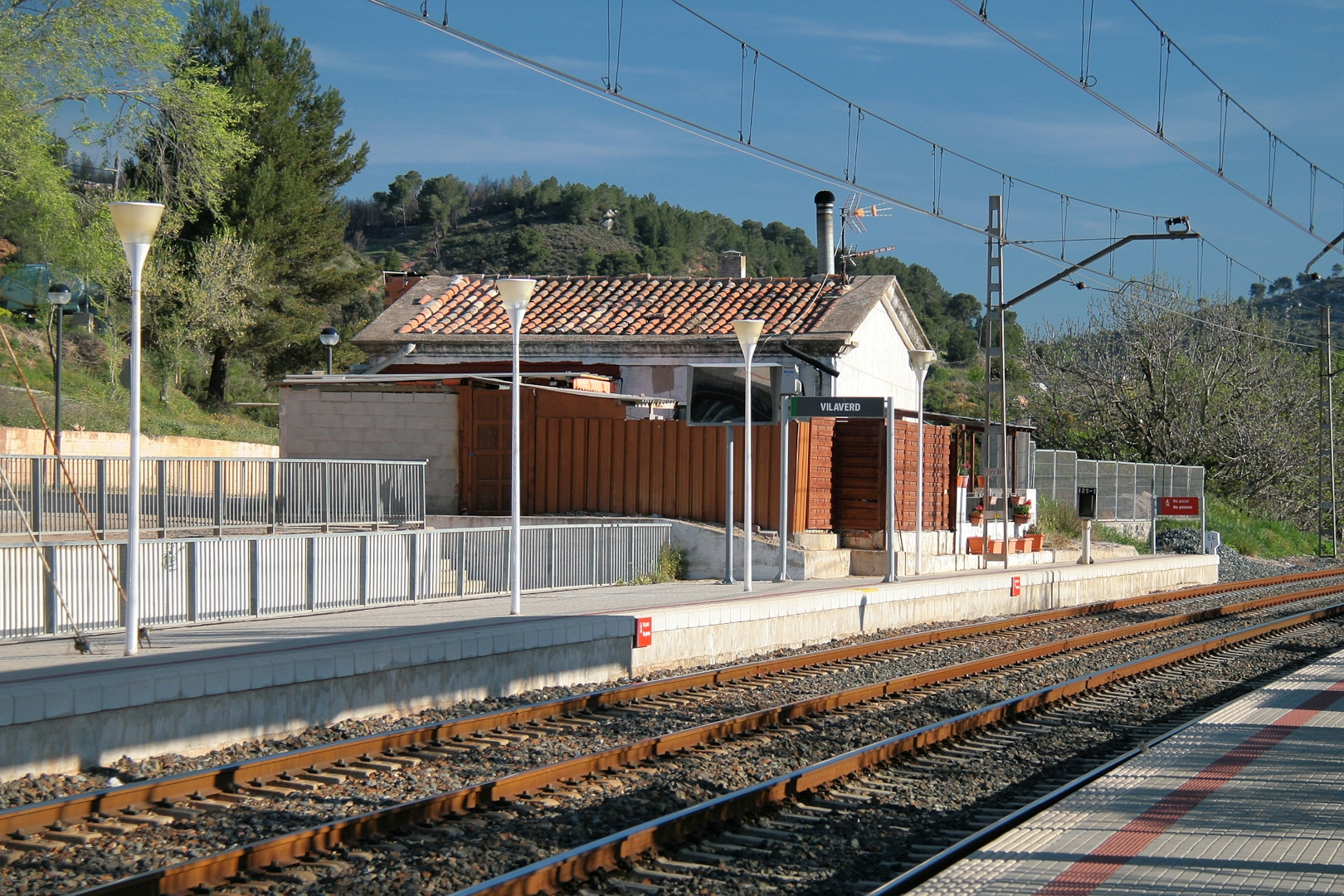
Estación de Vilavert.